# Dwight Wille
Dwight Wille (Brugge, 25 oktober 1989) is een Belgische voetballer die zowel links, rechts als centraal in de verdediging kan uitgespeeld worden. Hij speelt sinds 2018 voor KSK Vlamertinge.

## Carrière
Wille, een jeugdproduct van Cercle Brugge, werd tijdens het seizoen 2006-2007 uitgeleend aan de jeugdacademie van Blackburn Rovers in het kader van de toenmalige samenwerking tussen beide clubs. Op het einde van dat seizoen kreeg hij van Blackburn een aanbod voor nog een bijkomend seizoen, maar hij verkoos naar Brugge terug te keren en een profcontract voor twee seizoenen te tekenen bij Cercle. In het seizoen 2007-2008 kwam hij in de A-kern van Cercle terecht, maar door de zware concurrentie en een aantal blessures kwam hij niet aan spelen toe. Wille maakte deel uit van het Belgische U17-, U18- en U19-team.
Op 22 juni 2009 tekende Wille een contract voor één jaar bij toenmalig derdeklasser KVV Coxyde. Hij speelde daarna nog voor FCV Dender EH, KSV Oudenaarde, Standaard Wetteren, KVK Westhoek en KSK Vlamertinge.